# Col des Garcinets
Le col des Garcinets est un col des Alpes du Sud, situé dans le département des Hautes-Alpes sur la commune de Bréziers, en France, à 1 182 mètres d'altitude.
C'est un passage routier entre le bassin de Turriers et le pays de Seyne, bien qu'étant situé dans le département des Hautes-Alpes, il permet une liaison entre deux pays des Alpes-de-Haute-Provence.
Il est emprunté par la route départementale 1.

## Rallye automobile
Le col a été franchi par le rallye Monte-Carlo en 1981, 1984 et 2014.

## Littérature
L'aspect tortueux et isolé du col est évoqué dès les premières lignes du roman de Pierre Magnan Le Parme convient à Laviolette, le premier meurtre s'y déroulant.